# Ouragan Rafael (2024)
Pour les articles homonymes, voir Cyclone tropical Rafael.
L'ouragan Rafael est la dix-septième tempête nommée, le onzième ouragan et cinquième ouragan majeur de la saison cyclonique 2024 dans l'océan Atlantique nord Il s'est formé le 4 novembre d'une zone de basse pression dans le un gyre centraméricain au-dessus de la mer des Caraïbes. Celle-ci est lentement devenue une tempête tropicale puis un ouragan le 6 novembre en se déplaçant vers les îles Caïmans. Des conditions favorables ont permis au cyclone de s'intensifier rapidement, devenant un ouragan majeur de catégorie 3 tard ce jour-là avant de toucher terre à Cuba.
Après avoir faibli lors de sa traversée de l'ouest de l'île, Rafael est entré dans le golfe du Mexique et s'est réintensifié la nuit du 7 au 8 novembre pour redevenir un ouragan majeur bien au nord de la péninsule du Yucatán, égalant ainsi l'ouragan Kate (en) de 1985 comme l'ouragan de novembre le plus puissant jamais enregistré dans le golfe. Cependant, il a ensuite perdu rapidement de son intensité en dérivant dans le centre du golfe où des conditions de cisaillement des vents et d'air sec prévalaient. Rafael est devenu une dépression résiduelle le 10 novembre.
Au moins cinq décès ont été enregistrés au Panama en raison des fortes inondations et de glissements de terrain provoqués par le précurseur de Rafael. Les autorités rapportent un décès en Colombie et deux morts en Jamaïque avec le cyclone lui-même.

## Évolution météorologique

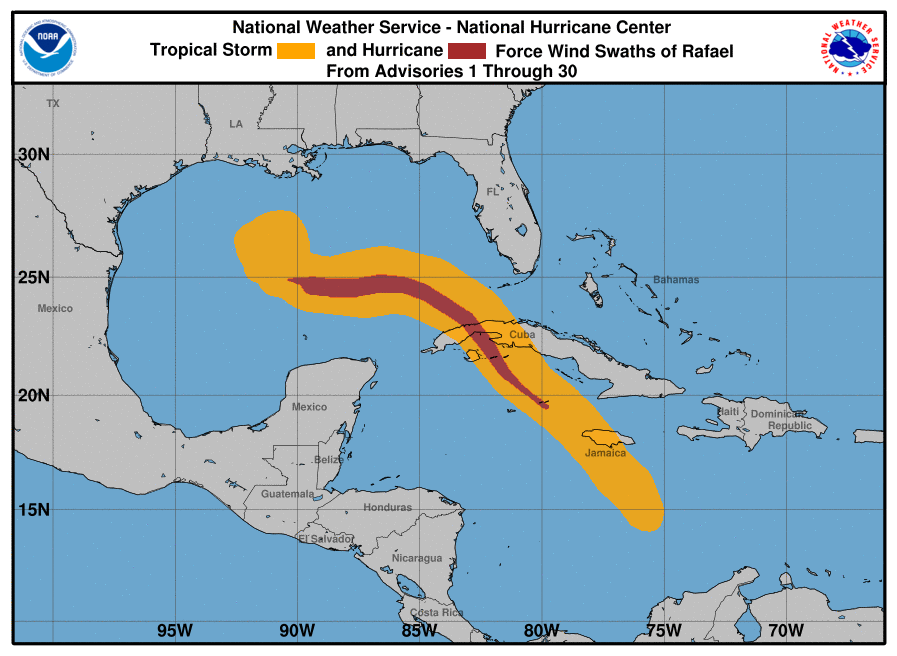
Corridor de vents de tempête (orange) et d'ouragan (rouge) avec Rafael.

Température de surface de la mer dans la mer des Caraïbes et le golfe du Mexique.

Le 26 octobre, le NHC a commencé à surveiller le sud-ouest de la mer des Caraïbes en prévision d'un développement tropical grâce à une température de la mer exceptionnellement chaude à ce moment de la saison. Le 1er novembre, une large zone dépressionnaire a commencé à se développer sur le sud-ouest des Caraïbes, associée à la circulation atmosphérique locale. La perturbation a commencé à montrer des signes d'organisation le 3 novembre, ce qui a amené le NHC à la désigner comme cyclone tropical potentiel Dix-Huit en après-midi. Les données des chasseurs d'ouragans, l'imagerie satellite et les observations de surface ont révélé ensuite que la perturbation avait développé un centre bien défini et produisait une convection profonde organisée, assez pour être reclassée en dépression tropicale à 15 h UTC le 4 novembre à 310 km au sud de Kingston (Jamaïque) et des alertes cycloniques ont été émises pour la Jamaïque, les îles Caïmans et Cuba. À 21 h UTC, le système s'est renforcé avec l'intensité d'une tempête tropicale, nommée Rafael.
Le 5 novembre, le système est passé juste au large de la pointe Ouest de la Jamaïque, poursuivant son intensification. À 0 h 20 UTC le 6, le NHC a rehaussé Rafael à ouragan de catégorie 1 de l'échelle de Saffir-Simpson, alors qu'il était tout près de Little Cayman, après avoir reçu le rapport d'un avion de reconnaissance de la NOAA. À 12 h UTC, Rafael est passé à la catégorie 2 en se dirigeant vers l'île de la Jeunesse. Poursuivant son intensification rapide, il a atteint la catégorie 3 à 18 h UTC juste à l'est de l'île. Rafael a ensuite touché la côte cubaine juste à l'est de Playa Majana, près d'Artemisa, à 21 h 15 UTC, ses vents soutenus atteignaient 185 km/h et la pression centrale 956 hPa. L'ouragan s'est enfoncé dans les terres vers le nord-ouest et faibli à la catégorie 2 pour ressortir sur la golfe du Mexique à environ 65 km à l'ouest de La Havane vers 23 h UTC.
Tournant ensuite vers l'ouest, Rafael a repris lentement de son intensité pour remonter à la catégorie 3 durant la nuit du 7 au 8 novembre à 440 km au nord-nord-est de Progreso (Mexique), répandant sa houle cyclonique dans tout le golfe du Mexique. Cependant, ce fut de courte durée car il est retombé au maximum de la catégorie 2 en matinée du 8 puis a continué de faiblir en faisant face à de l'injection d'air sec et un cisaillement des vents en altitude en augmentation. À 3 h UTC le 9, le système est retombé à tempête tropicale, errant au milieu du golfe du Mexique. Le 10 novembre, elle s'est encore plus désorganisée et à 21 h UTC, le NHC l'a déclarée dépression résiduelle post-tropicale dans son dernier bulletin.

## Préparatifs

### Panama
Le 2 novembre, le gouvernement du Panama a émis une alerte à la tempête tropicale pour le nord-ouest du pays. L'agence des services d'urgence du Panama a demandé aux résidents et aux touristes de prêter attention aux avertissements météorologiques émis par les autorités et a souligné la menace de fortes pluies et de fortes vagues. Plusieurs alertes jaunes, signifiant la menace de la météo imminente, ont été émises pour la partie occidentale du pays. Les districts et province de Colón, Coclé et Kuna Yala ont reçu des alertes rouges. Les cours ont été suspendus dans cinq provinces, tandis que le gouvernement a ouvert neuf abris d'urgence.

### Jamaïque, îles Caïmans et Cuba
Une fois que le précurseur de Rafael a été désigné comme un cyclone tropical potentiel, un avertissement de tempête tropicale a été émis pour la Jamaïque. Deux matchs de la Jamaica Premier League, initialement prévus pour le 4 novembre, ont été reportés. De plus, plusieurs matchs de la Manning Cup de soccer ont dû être retardés en raison de la tempête. L'université des Indes occidentales a fermé toutes les cliniques et tous les services non urgents en raison de la tempête.
Le 3 novembre, une veille d'ouragan a été émise pour les îles Caïmans. Le lendemain matin, la veille couvrant les îles Caïmans a été remplacée par un avertissement d'ouragan. En raison de la tempête, toutes les écoles publiques et l'University College of the Cayman Islands ont été fermés le 5 novembre. Cayman Airways a confirmé que sa flotte avait été sécurisée. Le régiment des îles Caïmans s'est déployé à Cayman Brac et Little Cayman pour la première fois. Huit soldats ont été envoyés à Little Cayman et dix à Cayman Brac. Des sacs de sable ont été mis à la disposition des résidents et des abris ont été ouverts. L'Association des banquiers des îles Caïmans a fermé toutes les banques le 5 novembre et les bureaux gouvernementaux l'ont été également,.
Une alerte cyclonique a été déclenchée le 4 novembre à Cuba. En raison des impacts attendus du système, plus de 66 000 personnes ont été évacuées de la province de Guantánamo alors que le pays se remettait encore d'une panne d'électricité à l'échelle nationale et des effets de l'ouragan Oscar, qui avait frappé la partie orientale de Cuba environ deux semaines plus tôt, Plusieurs vols ont été annulés et le trafic maritime entre Batabanó et Nueva Gerona, île de la Jeunesse, a été suspendu. Les cours ont été suspendus dans plusieurs provinces et les services de transport ont été interrompus dans plusieurs villes de l'ouest de Cuba, y compris la capitale La Havane. Plus de 283 000 personnes ont été évacuées avant la tempête, dont 98 300 de La Havane.

## Conséquences
| Pays         | Décès directs | Décès indirects | Dommages ($US) | Réf.   |
| ------------ | ------------- | --------------- | -------------- | ------ |
| Panama       | 0             | 5               | N/D            | [ 33 ] |
| Colombie     | 1             | 0               | N/D            | [ 34 ] |
| Jamaïque     | 2             | 0               | 31,6 millions  | ,      |
| Îles Caïmans | 0             | 0               | N/D            |        |
| Cuba         | 0             | 0               | N/D            |        |
| Total        | 3             | 5               | >31,6 millions |        |

### Amérique centrale
Au Panama, les pluies provoquées par le gyre centraméricain précédent Rafael ont endommagé plusieurs maisons, faisant plus de 1 097 déplacés,. Plus de 200 familles ont été touchées par les pluies dans les provinces de Herrera et de Los Santos. Au moins 5 personnes sont mortes dans le pays à cause de ces événements, et deux autres étaient portées disparues au 3 novembre,.
Les pluies du précurseur ont aussi provoqué des inondations au Costa Rica, entraînant l'effondrement d'un pont et le sauvetage de 42 personnes dans la province de Guanacaste. Les inondations ont également touché Matagalpa, au Nicaragua, causant des dommages aux entreprises et aux habitations.

### Colombie
En Colombie, les pluies torrentielles des bandes externes de Rafael dans la région de Santa Marta ont provoqués des éboulements, plusieurs voitures ont été emportées par les eaux et des maisons ont été endommagées, dont deux détruites alors qu'une personne a également été légèrement blessée. Plusieurs structures ont été déclarées en danger d'effondrement. Dans le département de La Guajira, une personne s'est noyée et plus de 100 familles ont été touchées, alors que plusieurs cours d'eau ont débordé, provoquant l'inondation de nombreuses routes et maisons,.

### Jamaïque
Les autorités jamaïcaines ont imputé aux pluies persistantes précédant la tempête potentielle un important glissement de terrain le 3 novembre, qui a isolé plusieurs communautés rurales. Plusieurs paroisses du sud de la Jamaïque ont reçu plus de 76 mm de pluie avec Rafael.La tempête a provoqué des inondations et des glissements de terrain et a mis hors service le réseau électrique du pays,. Elles ont en particulier aggravé les inondations dans le district de Troja, provoquant la rupture de plusieurs gués dans toute cette région de la paroisse de Sainte-Catherine.
Les pluies ont aussi provoqué plusieurs blocages de routes, des déchets propulsés par la tempête bloquant une route dans la paroisse de Saint Andrew et un glissement de terrain bloquant une autre route dans la paroisse de Sainte-Catherine. Dans cette dernière paroisse, deux personnes ont été retrouvées mortes dans un véhicule emporté par les inondations. Selon le Premier ministre Andrew Holness, les dommages préliminaires dans le pays se situent entre 500 millions et 1 milliard de dollars jamaïcains (31,6 à 63,2 millions de dollars américains).

### Îles Caïmans

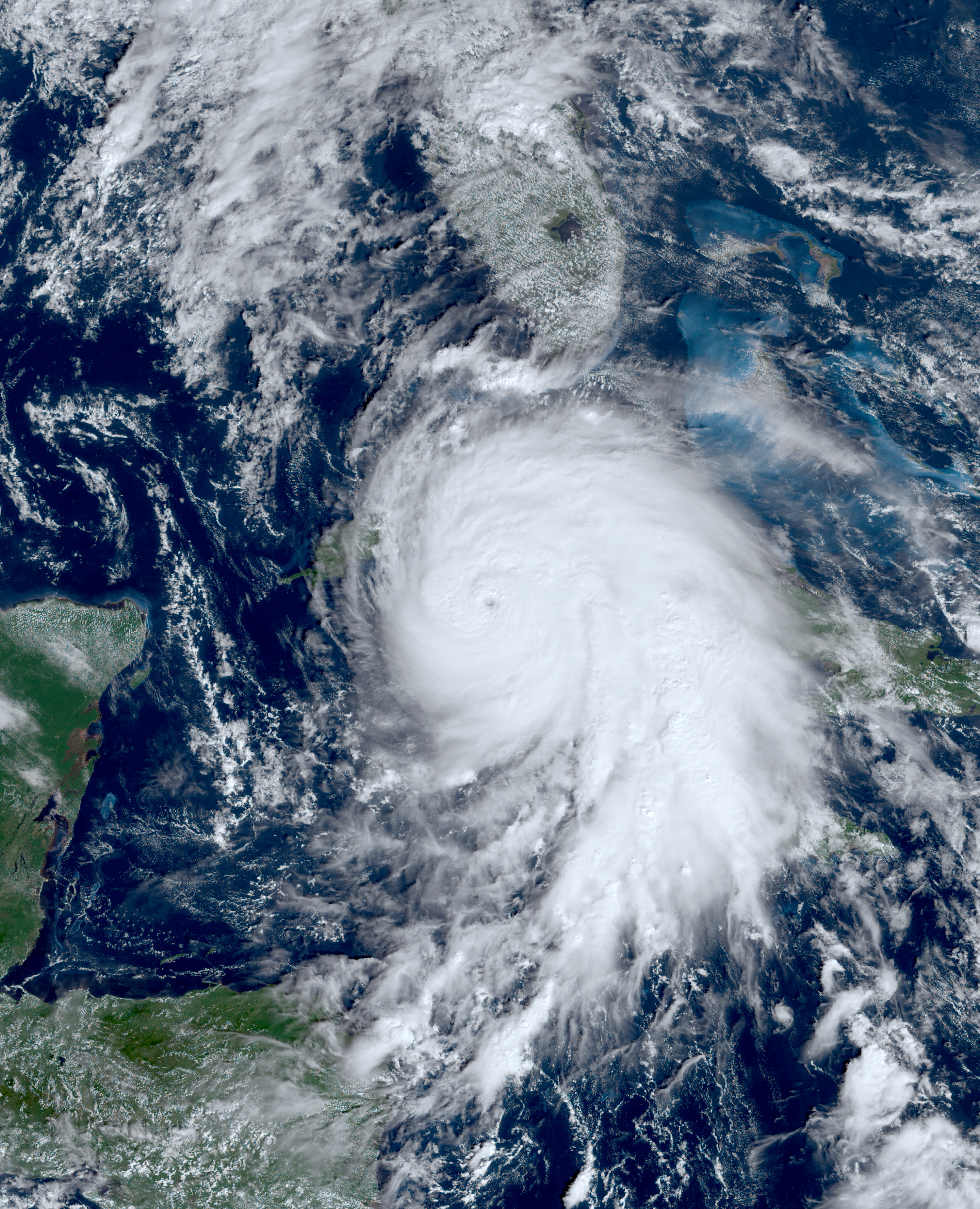
Le premier pic d'intensité de Rafael approchant Cuba le 6 novembre.

Les pluies torrentielles de Rafael ont causé des pannes d'électricité sur les îles de Little Cayman et Cayman Brac. Des lignes électriques et des arbres ont été abattus à Little Cayman alors que les routes ont été recouvertes de sable et de débris,. Plusieurs bateaux de plongée ont coulé au large de Little Cayman. À Cayman Brac, de nombreux arbres ont été déracinés et des dégâts importants ont été causés aux bardeaux, et plusieurs quais et lignes électriques ont également été endommagés,. À Grand Cayman, la mer a été agitée et des inondations se sont produites.

### Cuba
Les vents ont provoqué une panne du réseau électrique sur toute l'île,. Les responsables gouvernementaux ont signalé que la province d'Artemisa a subi les plus gros dégâts causés par Rafael,. À Artemisa, 2 825 maisons ont été endommagées, en plus des hôpitaux, des écoles et des centres de services. Près de 40 000 acres de cultures ont été endommagées ou perdues. Dans la ville voisine de Mayabeque, 441 maisons ont été endommagées et l'agriculture a été gravement touchée,,. Dans le nord-ouest de Cuba, il est tombé jusqu'à 300 mm de pluie, provoquant des inondations et des glissements de terrain.
Rafael est passé à environ 48 km à l'ouest de La Havane où des rafales de 114 km/h ont été signalées. Les pluies provoquées par l'ouragan ont provoqué l'inondation de plusieurs quartiers du centre de La Havane et de La Habana Vieja. De nombreuses maisons et bâtiments publics ont été endommagés, des arbres ont été déracinés et des poteaux téléphoniques ont été renversés,.